# Tövises őscápák
A tövises őscápák vagy ősállkapcsosak (Acanthodii) a gerinchúrosok (Chordata) törzsének a gerincesek (Vertebrata) altörzsébe tartozó kihalt osztály.
Kihalt, ma már csak fosszíliákból (őskövületekből) ismert ősi osztály. Fajai a szilur és a perm időszakok közötti időben éltek. Kisméretű édesvízi fajok, primitív arckoponyával, részleges kopoltyúfedőkkel. Több (max. 7) páros és több páratlan úszójuk volt, amelyeket csontos úszótövisek merevítettek. Testüket részben csontlemezek fedték, de ezek nem alkottak egységes páncélt.

## Rendszerezés
Az osztályba az alábbi rendek, családok tartoztak.
- Climatiiformes
  - Climatiida
    - Gyracanthidae
    - Climatiidae

  - Diplacanthida
    - Culmacanthidae
    - Tetanopsyridae
    - Diplacanthidae

- Ischnacanthiformes

- Acanthodiformes